# Aceite Les Garrigues
Les Garrigues es una denominación de origen protegida para los aceites de oliva vírgenes extra que, reuniendo las características definidas en su reglamento, hayan cumplido con todos los requisitos exigidos en el mismo. 

## Zona de producción
La zona de producción de los aceites de oliva amparados por la Denominación de Origen Les Garrigues está constituida por la comarca de Las Garrigas, en Cataluña, España.

## Variedades aptas
La elaboración de los aceites protegidos por la Denominación de Origen Les Garrigues se realiza con aceitunas procedentes exclusivamente de la variedad Arbequina.